# Chet Holmgren
Chet Thomas Holmgren (Minneapolis, 1 de maio de 2002) é um jogador norte-americano de basquete profissional que atualmente joga pelo Oklahoma City Thunder da National Basketball Association (NBA).
Ele jogou basquete universitário pela Universidade de Gonzaga e foi selecionado pelo OKC como a segunda escolha geral no draft da NBA de 2022.

## Primeiros anos
Holmgren nasceu em Minneapolis, Minnesota. Ele cresceu jogando basquete sob a tutela de seu pai, um ex-jogador universitário. Na sexta série, ele começou a frequentar a Minnehaha Academy, uma escola particular cristã em Minneapolis. Ele tinha 1,88 m na época e era companheiro de equipe de Jalen Suggs, com quem ele jogaria ao lado durante o ensino médio. Holmgren melhorou seu arremesso enquanto se recuperava de uma fratura no pulso direito durante sua primeira temporada. Ele cresceu cerca de 20 centímetros no ano anterior à nona série.

## Carreira no ensino médio
Como calouro na Minnehaha Academy, Holmgren teve médias de 6,2 pontos e 3,0 rebotes. Sua equipe ganhou seu segundo título estadual consecutivo da Classe 2A.
Em sua segunda temporada, Holmgren teve médias de 18,6 pontos e 11 rebotes e levou sua equipe a outro título estadual da Classe 2A. Como resultado de seu desempenho na AAU, ele emergiu como um dos jogadores mais bem classificados da classe de 2021 e começou a receber mais interesse da Divisão I da NCAA. Em agosto de 2019, Holmgren atraiu a atenção nacional por driblar Stephen Curry no SC30 Select Camp.
Em 4 de janeiro de 2020, Holmgren registrou nove pontos, 10 rebotes e 12 bloqueios em uma vitória televisionada nacionalmente sobre o Sierra Canyon School, uma equipe classificada nacionalmente com Bronny James, Brandon Boston Jr. e Ziaire Williams. Em sua terceira temporada, ele teve uma média de 14,3 pontos, levando Minnehaha a um recorde de 25-3.
Em seu último ano, com médias de 21 pontos e 12,3 rebotes, Holmgren conquistou o título estadual da Classe 3A, seu quarto título estadual com Minnehaha. Ele foi nomeado Jogador Nacional Gatorade do Ano e Mr. Basketball de Minnesota.

### Recrutamento
Entrando em sua terceira temporada, Holmgren teve cerca de 30 ofertas de bolsas de estudos de programas de basquete universitário. Em junho de 2020, após a reclassificação de Jonathan Kuminga, ele se tornou o jogador número um da classe de 2021, segundo a ESPN. 
Em 19 de abril de 2021, Holmgren anunciou seu compromisso e assinou uma Carta Nacional de Intenção para jogar basquete universitário pela Universidade de Gonzaga, seguindo seu ex-companheiro de escola, Jalen Suggs.
| Nome | Cidade Natal                              | Escola/Universidade    | Altura             | Peso           | Data da revisão     |
| --- | ----------------------------------------- | ---------------------- | ------------------ | -------------- | ------------------- |
| Chet Holmgren C | Minneapolis, MN                           | Minnehaha Academy (MN) | 7 ft 0 in (2.13 m) | 195 lb (88 kg) | 19 de Abril de 2021 |
| Chet Holmgren C | Recrutamento: Rivais: 247sports: ESPN: 97 |                        |                    |                |                     |
| Classificação geral de novatos: 247Sports: 1º \| Rivals: 1º \| ESPN: 1º |                                           |                        |                    |                |                     |
| - Nota: Em muitos casos, Scout, Rivals, 247Sports e ESPN podem entrar em conflito em suas listas de altura e peso, nestes casos, a média foi obtida. A ESPN mede os calouros numa escala de 0 a 100. - Fonte: |                                           |                        |                    |                |                     |

## Carreira universitária
Em sua estreia universitária por Gonzaga, Holmgren registrou 14 pontos, 13 rebotes, 7 bloqueios e 6 assistências na vitória por 97-63 sobre Dixie State. Ele se tornou o primeiro jogador em 25 anos a registrar pelo menos 10 pontos, 10 rebotes, 5 assistências e 5 bloqueios em sua estreia.
No final da temporada regular, Holmgren foi nomeado o Jogador Defensivo e o Novato do Ano da West Coast Conference. No Torneio da NCAA, ele registrou 19 pontos, 17 rebotes, 7 bloqueios e 5 assistências na vitória na rodada de abertura por 93-72 sobre Georgia State. Como calouro, ele teve médias de 14,1 pontos, 9,9 rebotes e 3,7 bloqueios.
Em 21 de abril de 2022, Holmgren se declarou para o draft da NBA de 2022, renunciando à elegibilidade universitária.

## Carreira profissional

### Oklahoma City Thunder (2022–Presente)
Holmgren foi selecionado pelo Oklahoma City Thunder como a segunda escolha geral no draft da NBA de 2022. Em 5 de julho de 2022, Holmgren assinou um contrato de 4 anos e US$44.8 milhões com o Thunder. No entanto, em 25 de agosto, foi anunciado que ele perderia toda a temporada de 2022-23 devido a uma lesão no pé.
Em 25 de outubro de 2023, Holmgren fez sua estreia na temporada regular da NBA, marcando 11 pontos e quatro rebotes em uma vitória de 124–104 sobre o Chicago Bulls. Em 27 de outubro, Holmgren teve 16 pontos, 13 rebotes e sete bloqueios em uma vitória de 108–105 sobre o Cleveland Cavaliers, quebrando o recorde da franquia de mais bloqueios em um único jogo por um novato. Em 18 de novembro, Holmgren marcou 36 pontos, o recorde da carreira, junto com 10 rebotes, cinco assistências, dois roubos de bola, dois bloqueios e duas cestas de três pontos em uma vitória de 130–123 na prorrogação sobre o Golden State Warriors. Ele também se juntou a Michael Jordan como os únicos novatos na história da NBA a marcar pelo menos 35 pontos, 10 rebotes, cinco assistências, dois roubos de bola, um bloqueio e duas cestas de três pontos em um jogo. Em 4 de dezembro, Holmgren foi nomeado o Novato do Mês da Conferência Oeste pelos jogos disputados em outubro/novembro. Em 25 de abril, Holmgren liderou o Thunder para uma vitória de 124–92 no Jogo 2 sobre o New Orleans Pelicans com 26 pontos e sete rebotes. Ele se tornou o primeiro novato na história da franquia a marcar pelo menos 25 pontos e pegar cinco rebotes nos playoffs.
Em 10 de novembro de 2024, em um jogo contra os Warriors, Holmgren sofreu uma queda forte do lado direito após desafiar uma enterrada de Andrew Wiggins. Ele foi posteriormente diagnosticado com uma fratura e descartado por 8 a 10 semanas.

## Carreira na seleção
Holmgren representou os Estados Unidos na Copa do Mundo Sub-19 de 2021 na Letônia. Ele teve médias de 11,9 pontos, 6,1 rebotes, 3,3 assistências e 2,7 bloqueios, levando sua equipe a uma medalha de ouro e ganhando o prêmio de MVP do torneio.

## Perfil do jogador
Listado como um pivô, muitos observadores notam que o esguio Holmgren é um jogador versátil que se move, arremessa e pula com fluidez e habilidade. Seus saltos verticais e de corrida são muito mais fortes do que a média para um pivô e sua envergadura de 2,29 m contribui para suas habilidades de bloqueio e rebote. Holmgren tem um forte jogo interno e externo, com arremessos de três pontos superiores em comparação com outros de seu tamanho e posição.

## Vida pessoal
O pai de Holmgren, Dave, que também tem 2,13 m, jogou 57 jogos de basquete universitário pela Universidade de Minnesota de 1984 a 1988. Holmgren tem duas irmãs.

## Estatísticas da carreira
| † | Campeão da NBA |
|   | Líder da liga  |

### NBA
Temporada Regular
| Ano      | Equipe    | PJ  | PT  | MPJ  | AP   | 3P   | LL   | RT  | AS  | BR  | TO  | PPJ  |
| -------- | --------- | --- | --- | ---- | ---- | ---- | ---- | --- | --- | --- | --- | ---- |
| 2023-24  | Thunder   | 82  | 82  | 29.4 | .530 | .370 | .793 | 7.9 | 2.4 | 0.6 | 2.3 | 16.5 |
| 2024-25  | Thunder † | 32  | 32  | 27.4 | .490 | .375 | .754 | 8.0 | 2.0 | 0.7 | 2.2 | 15.0 |
| Carreira | Carreira  | 114 | 114 | 28.9 | .519 | .372 | .780 | 7.9 | 2.3 | 0.7 | 2.3 | 16.1 |

Playoffs
| Ano      | Equipe    | PJ | PT | MPJ  | AP   | 3P   | LL   | RT  | AS  | BR  | TO  | PPJ  |
| -------- | --------- | -- | -- | ---- | ---- | ---- | ---- | --- | --- | --- | --- | ---- |
| 2024     | Thunder   | 10 | 10 | 34.5 | .496 | .260 | .758 | 7.2 | 2.1 | 0.7 | 2.5 | 15.6 |
| 2025     | Thunder † | 23 | 23 | 29.8 | .462 | .297 | .784 | 8.7 | 1.0 | 0.7 | 1.9 | 15.2 |
| Carreira | Carreira  | 33 | 33 | 31.2 | .473 | .284 | .777 | 8.2 | 1.3 | 0.7 | 2.1 | 15.3 |

### Universidade
| Ano     | Equipe  | PJ | PT | MPJ  | AP   | 3P   | LL   | RT  | AS  | BR  | TO  | PPJ  |
| ------- | ------- | -- | -- | ---- | ---- | ---- | ---- | --- | --- | --- | --- | ---- |
| 2021–22 | Gonzaga | 32 | 31 | 26.9 | .607 | .390 | .717 | 9.9 | 1.9 | 0.8 | 3.7 | 14.1 |

## Prêmios e Homenagens
NBA
- Campeão da NBA: 2025
- NBA All-Rookie Team:
  - Primeiro Time: 2024